# Nerdland Festival
Het Nerdland Festival is een jaarlijks populair-wetenschappelijk festival op het provinciaal domein Puyenbroeck in Wachtebeke voor liefhebbers van 'wetenschap en de waarheid in het algemeen'. In juni 2022 vond de eerste editie plaats van dit 'grootste Belgische openlucht wetenschapsfestival' met circa 10.000 bezoekers.

## Geschiedenis
De voorganger was het kleinschaliger Sound of Science dat in 2018 werd opgestart door Hetty Helsmoortel, Marianne Busschots en Toon Verlinden. De eerste editie in Edegem trok circa 3300 bezoekers. Na de tweede editie in 2019 in Mortsel werd er door de coronapandemie geen nieuwe editie georganiseerd. In 2022 organiseerde het collectief Nerdland (waaronder Helsmoortel en Lieven Scheire) samen met Verlinden onder leiding van Working Class Heroes (het kantoor rond verschillende BV's) het grootser opgezette Nerdland Festival als nevenproject van de podcast Nerdland Maandoverzicht, in navolging van het Engelse Cheltenham Science Festival dat bestaat sinds 2002. 

### 2022
De persaankondiging over het eerste Nerdland Festival in 2022 vond plaats op pi-dag, een dag die door een groot deel van de doelgroep als speciale dag wordt ervaren. In het eerste weekend van juni werden in het domein Puyenbroeck tweehonderd activiteiten georganiseerd op tien podia. Onderzoeksorganisaties zoals de Vlaamse Instelling voor Technologisch Onderzoek (VITO), IMEC en het Vlaams Instituut voor Biotechnologie waren aanwezig om hun werk in de kijker te zetten en jongeren te stimuleren om een wetenschappelijke studierichting te kiezen. Naast deze organisaties stuurden ook meerdere verenigingen vrijwilligers om hun interesses te delen. 
De activiteiten op het festival omvatten uiteenlopende wetenschapstakken waaronder astronomie, entomologie, natuurkunde, technologie, geneeskunde en groene energie. Verschillende wetenschappers gaven uiteenzettingen en er waren experimenten en workshops voor kinderen. Tevens traden diverse artiesten op. Daarnaast was er ook ruimte voor populair-wetenschappelijke onderwerpen zoals dendrochronologie, onderzoek naar dementie, archeologische opgravingen, een "Harry Potter onzichtbaarheidsmantel" maken, zwerkbal, zwarte gaten en wat er al dan niet klopt van dinosaurusfilms. Daarnaast waren er ook verschillende demo's, waaronder robothond Spot van Boston Dynamics, een raket lanceren en het meeuwenschreeuwen. Het festival kende een eigen valuta, de digitale 'Nerdcoins', een verwijzing naar de cryptovaluta Bitcoin. 

### 2023
De tweede editie vond plaats van 26 tot 28 mei in het domein Puyenbroeck. Er waren ongeveer 20.000 bezoekers afgezakt naar het festival.

### 2024
De derde editie van Nerdland Festival ging door van 24 tot 26 mei, met meer dan 20.000 bezoekers.

### 2025
De vierde editie van Nerdland Festival telde voor het eerst vier dagen en ging door van 6 tot 9 juni, met meer dan 250 shows en ongeveer 30.000 bezoekers.